# Villa schineri
Villa schineri är en tvåvingeart som beskrevs av Neal L. Evenhuis 1978. Villa schineri ingår i släktet Villa och familjen svävflugor. Inga underarter finns listade i Catalogue of Life.